# Archiconchoecetta
Archiconchoecetta is een geslacht van kreeftachtigen uit de klasse van de Ostracoda (mosselkreeftjes).

## Soorten
- Archiconchoecetta bidens (Deevey, 1982)
- Archiconchoecetta bifurcata Deevey, 1978
- Archiconchoecetta bimucronata Deevey, 1978
- Archiconchoecetta bispicula Deevey, 1978
- Archiconchoecetta fabiformis Deevey, 1978
- Archiconchoecetta falcata Deevey, 1978
- Archiconchoecetta gastrodes Deevey, 1978
- Archiconchoecetta inventricosa Chavtur & Stovbun, 2003
- Archiconchoecetta pilosa Deevey, 1978
- Archiconchoecetta poulseni Deevey, 1978
- Archiconchoecetta ventricosa Müller, G.W., 1906